# Ángel Bolumar
J. Ángel Bolumar Montadas (n. 10 de marzo de 1895 en Barcelona, España-† 22 de abril de 1951 en Guadalajara, Jalisco) era un futbolista mexicano, que jugaba en la posición de defensa central. Nació en Barcelona, España y a los catorce años de edad emigra a México llegando al puerto de Veracruz el día 23 de mayo de 1909, para después establecer su residencia en la ciudad de Guadalajara, Jalisco.
Bolumar Montadas se casó con Mercedes Riestra el 4 de abril de 1925, con quien tuvo a su hijo Ángel Bolumar Riestra quien era un niño cuando su padre murió.
Fue futbolista del Club Deportivo Guadalajara, donde militó en diversas categorías y a la vez ocupó varios puestos directivos. Se desempeñaba en la posición de defensa central y llegó a ser capitán del equipo en temporadas como la de 1918, e incluso fue entrenador mientras aún jugaba, como en la temporada 1919-1920. 
En 1923 anunció que se retiraría de las canchas al final de la temporada 1923-24, sin embargo una fractura en el encuentro frente al Marte del Algodonal, realizado el 3 de febrero de 1924, hizo que su retiro fuera inmediato. Pedro García del equipo Marte le ocasionó una doble fractura en la pierna derecha a 20 minutos de que finalizara el partido.
En 1946 incursiona poniendo una papelería que llevaba por nombre "Barcelona" y se encontraba ubicada en la avenida Juárez número 164, en la parte baja del Cine Lux.
Fueron varias las anécdotas que marcaron la estancia de Bolumar en el Guadalajara, se dice que nadie ha sentido tanto los colores rojiblancos como él, en un clásico contra Atlas tal fue su desagrado por un penal que marcó el árbitro central que tomó el balón, lo abrazó y se sentó sobre la línea de meta retrasando el encuentro hasta que sus compañeros de equipo lo convencieron de que entregara el esférico, acto por el cual fue expulsado.
Pero sin lugar a dudas el hecho que aún permanece en la memoria de varios aficionados al Guadalajara ocurrió el día 22 de abril de 1951, cuando Ángel Bolumar asistió en compañía de su señora esposa al juego de fútbol que se llevó a cabo en el campo de Oblatos, entre el Guadalajara y el Atlas. Bolumar ya estaba afectado del corazón y por la impresión que le causó la rigorista decisión del árbitro Cuate Salceda, al marcar la pena máxima al "Rafles" Orozco del Guadalajara, se le vino un sincope cardíaco el cual le causaría la muerte. Fue sacado en camilla del estadio y salió rumbo a la Cruz Roja en Acequia y Juan Manuel, frente a la alameda (Parque Morelos), pero ya no tenía vida, siendo infructuosas las atenciones médicas que se le prodigaron.
El parte médico rendido por el doctor Gabriel Camarena Gómez indicó que fue víctima de miocarditis neumática. Su cadáver fue trasladado a la casa que habitaba en la avenida Madero 686 en donde su esposa y familiares le rindieron el último adiós, para después ser enterrado en el cementerio municipal.